# Turun Toverit
Turun Toverit (TuTo) är en idrottsklubb i Åbo grundad år 1929. Klubben ägnar sig åt fotboll, ishockey, bowling, basket, volleyboll, brottning, inlinehockey, friidrott, bordtennis och armbrytning.

## Ishockey
Ishockeylaget Turun Toverit spelade under 1970-talet tillsammans med TPS i FM-serien, men sedan dess har man spelat i nästa högsta serien frånsett några säsonger i mitten av 1990-talet. Sedan år 2000 spelar man i Finlands andraliga Mestis som man även vunnit 2008.

## Fotboll
Turun Toverits fotbollslag spelar i Trean. Laget tränas av den genom tiderna främste målskytten i den finländska högsta serien, Heikki Suhonen. Det historiskt bästa resultatet för laget var ett FM-silver år 1947.